# Jüdisches Museum und Zentrum für Toleranz

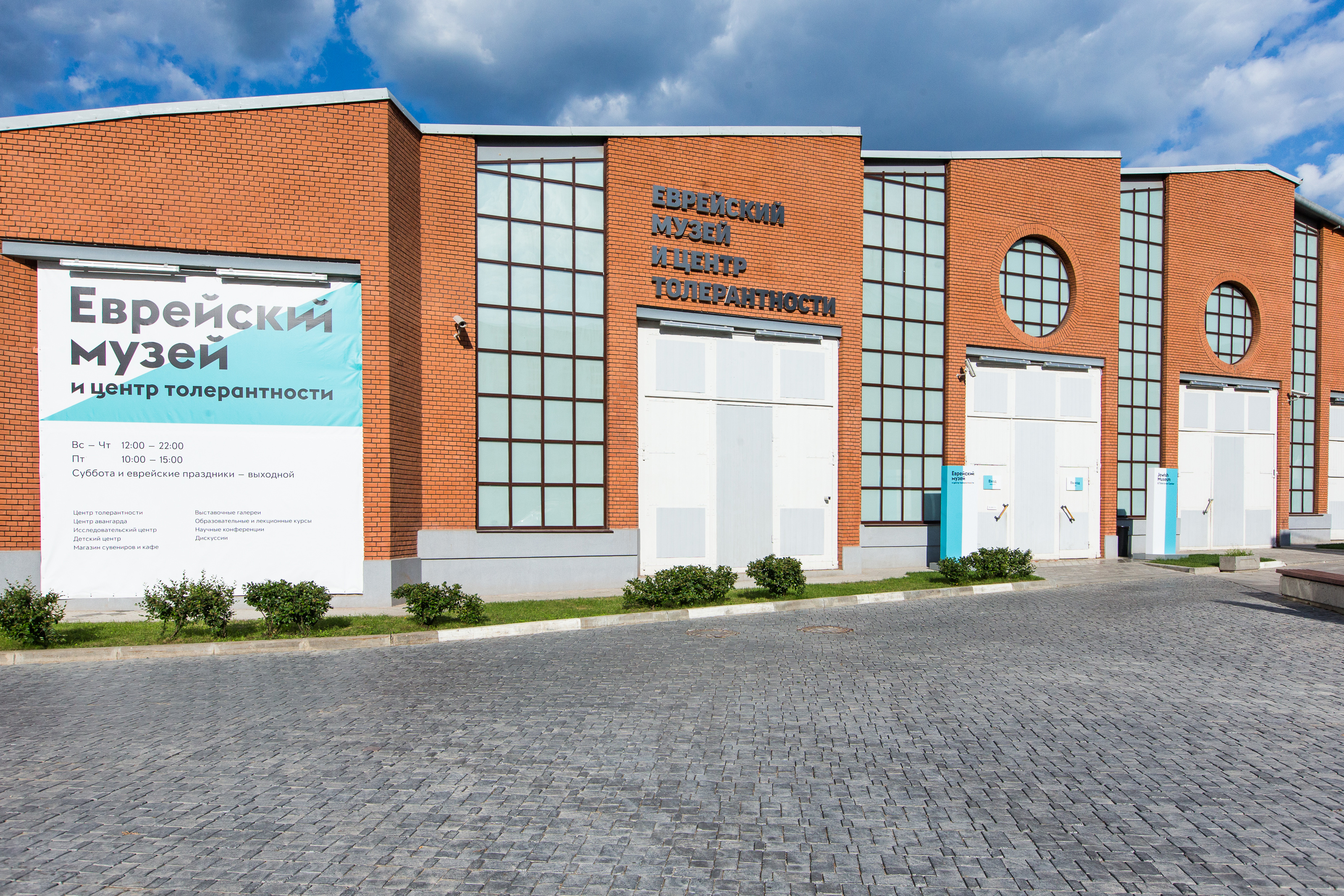
Jüdisches Museum und Zentrum für Toleranz in Moskau

Das Jüdische Museum und Zentrum für Toleranz (russisch Еврейский музей и центр толерантности) ist ein Jüdisches Museum in der russischen Hauptstadt Moskau. Es wurde am 10. November 2012 eröffnet. Es befindet sich im ehemaligen Bakhmetevsky-Busdepot, einem konstruktivistischen Gebäude des Architekten Konstantin Melnikow aus dem Jahr 1926.
Am 29. Januar 2018 trafen sich dort der russische Präsident Wladimir Putin und der israelische Premierminister Benjamin Netanyahu, um des 73. Jahrestages der Befreiung des NS-Vernichtungslagers Auschwitz durch die Rote Armee zu gedenken. Dabei wurde der Offizier der Roten Armee Alexander Aronowitsch Petschjorski geehrt, welcher einen Aufstand und Ausbruch aus demselben organisiert und angeführt hatte. Am 30. Januar 2018 wurde dort die Ausstellung „Sobibor: Victorious over Death“ im Beisein der beiden vorgenannten Staatschefs feierlich eröffnet.